# Anastasija Szwiedowa
Anastasija Szwiedowa, z domu Iwanowa (ros. Анастасия Шведова; ur. 24 sierpnia 1979) – rosyjska lekkoatletka, specjalizująca się w skoku o tyczce. Od 20 lipca 2009 jest obywatelką Białorusi.

## Osiągnięcia
- srebrny medal Uniwersjady (Daegu 2003)
- 4. miejsce podczas mistrzostw Europy (Barcelona 2010)

W 2004 reprezentowała Rosję na igrzyskach olimpijskich w Atenach, gdzie odpadła w eliminacjach (16. miejsce).

## Rekordy życiowe
- skok o tyczce – 4,65 (2007, 2008, 2010)
- skok o tyczce (hala) – 4,60 (2008)

W 2008 Szwedowa uzyskała wynik 4,72. Miało to miejsce podczas konkursu pokazowego, rezultat ten nie jest uznawany za oficjalny.
Szwedowa do 2018 była rekordzistką Białorusi zarówno na stadionie (4,65 w 2010), jak i w hali (4,55 w 2011).